# Kim Jong-wook chatgi
Kim Jong-wook chatgi (김종욱 찾기?), noto anche con il titolo internazionale Finding Mr. Destiny, è un film del 2010 diretto da Jang Yoo-jeong.

## Trama
Han Gi-joon lavora in un'agenzia che si occupa di ritrovare persone, e Seo Ji-woo si presenta a lui desiderando reincontrare l'uomo che, durante una vacanza in India avvenuta molti anni prima, le rubò il cuore. La giovane tuttavia ha solo il nome della persona in questione: Kim Jong-wook.